# Monts d'Arawa
Monts d'Arawa är kullar i Franska Guyana (Frankrike). De ligger i den södra delen av landet, 260 km söder om huvudstaden Cayenne.